# 都乐岩
都乐岩是位於廣西柳州的喀斯特地貌景观，由一条清溪、四个人工湖、十二峰、四十六岩洞、两千一百亩绿地及碑林组成。洞内游程共768米，总面积6400平方米，洞与洞之间有游道连接。